# Micratopus
Micratopus is een geslacht van kevers uit de familie van de loopkevers (Carabidae). De wetenschappelijke naam van het geslacht is voor het eerst geldig gepubliceerd in 1914 door Casey.

## Soorten
Het geslacht Micratopus omvat de volgende soorten:
- Micratopus aenescens (Leconte, 1848)
- Micratopus exiguus (R.Sahlberg, 1844)
- Micratopus insularis Darlington, 1934
- Micratopus parviceps Darlington, 1934
- Micratopus withycombei Jeannel, 1932